# Dzieła Roberta Remaka
Robert Remak (1815–1865) – polsko-niemiecki neurolog, autor ponad 140 publikacji. Poniżej znajduje się chronologicznie uporządkowana lista większości jego dzieł. O ile nie zaznaczono inaczej, jedynym autorem jest Robert Remak.
1836
- Vorläufige Mitteilung microscopischer Beobachtungen über den inneren Bau der Cerebrospinalnerven und über die Entwicklung ihrer Formelemente. Müller’s Arch. 1836: 145¬-161.

1837
- Weitere microscopische Beobachtungen über die Primitivfasern des Nervensystem der Wirbeltiere. Froriep's Not. 1837: 3: 36-40.
- Vermischte Anatomische Beobachtungen. Froriep's Not. 1837 : 10: 150-154.
- Neurologische Notizen. Froriep's Not. 1837: 14: 216.

1838
- Über die Structur des Nervensystem. Froriep's Not. 1838: 6: 342-346.
- Über die Verrichtungen des organischen Nervensystems. Froriep's Not. 1838 : 7 : 65-70.
- Observationes Anatomicae et Microscopicae de Systematis Nervosi Structura. Dissertatio Inauguralis. Berlin, Reimer, 1838.
- Observationes anatomicae et microscopicae de Systematis nervosi structura. Berolini, Reimer : 1838 :8° VI +41 + 1 with 2 plates. Amico suo dignissimo Alfredo de Bentkowski med. et chir. Dr.
- Remak, R.. O budowie nerwów i zwojów nerwowych. „Pamiętnik Towarzystwa Lekarskiego Warszawskiego”. 2, s. 325-374, 1 plate, 1838.

1839
- Mitteilung einer neuen Weise der Verschliessung durchschnittener Arterien.   Med Zeitg. 8: 27-28, (6. Feb.) 1839.
- Nachträgliche Bemerkungen zu meiner Mitteilung über ein neues Verfahren Arterien zu verschliessen. Med. Zeitg. 8: 38, Feb. 26, 1839.
- Über die Ganglien der Herznerven des Menschen und deren physiologische Bedeutung. Wschn. f. d. ges. Heilkde. 1839: 149-154.
- Über die Schädlichkeit des Menstrualblutes und über deren wahrscheinliche Ursachen. Med. Zeitg. 8: 261-262: 1839 (25.XII).
- Zur mikroskopischen Anatomie der Retina. (Auszug aus einem Briefe an Herrn Prof. Dr. Carus vom 27. August 1838.) Müllers Arch.   1839: 165-170.

1840
- Über die physiologische Bedeutung des organischen Nervensystems, besonders nach Anatomischen Tatsachen. Mschr. für Med. Augenhkde. u. Chir. 3: 225-265, 1840.
- Neue Beiträge zur Kenntnis vom organischen Nervensystem. Med. Zeitg. 9: 2-8, 1840.
- Beiträge zur Kenntnis des organischen Nervensystems. Med. Zeitg. 10: 73, 1840.
- Zur Kenntnis von der pflanzlichen Natur der Porrigo Lupinosa W. Med. Zeitg. 9: 73-74, 1840.   (15.4.)
- Nägel, in Encyclop. Wörterbuch der Med. Wissensch. 24: 609-612, 1840, Berlin Veit et Comp.
- Melanosis, in Encyclopädisches Wörterbuch der Med. Wiss. 22: 693-719, 1840, Berlin Veit et Comp.
- Über Parasiten im Mesenterium der Frösche. Nov. 1840. Paper read at the meeting of Ges. Naturforsch. Freunde Berlin. Publ. in Berlin : Vossiche und Spemersche Zeitung. 1840.
- Über den Bau des Gehirns.   Ibidem.   Dec. 1840.

1841
- Über die zweifelhaften Flimmerbewegung an den Nerven. Müllers Arch. 1841: 39-41. (Signed Dr. Remak pract. Arzt in Berlin.)
- Über Wimperblasen und Hornfäden. (Signed R. Remak pract. Arzt in Berlin.) (Mitgeteilt in der Gesellschaft natur¬forschender Freunde in Berlin, den 17. November 1840.) Müller’s Arch.   1841: 446-453.
- Anatomische Beobachtungen über das Gehirn, das Rückenmark und die Nervenwurzeln. (Mitgeteilt in d. Ges. naturf. Freunde in Berlin 15. Dec. 1840.) Müllers Arch. 1841: 506-522.
- Über die Entstehung der Blutkörperchen.   Amtl. Ber. über d. 19.   Vers. Deutscher Nat. Forscher u. Aerzte.   Braunschweig Sept. 1841: 66-67.   Braunschweig 1842.
- Über die verschiedene Form der Körperchen im Blute und im Chylus.   Amtl. Ber. der 19.   Vers, deutsch. Nat. Forscher u. Ärzte, Braunschw. 91 (20-22. Sept.) 1841.
- Discussion über Operierbarkeit der Geschwülste.   Amtl. Ber. der 19.   Vers, deutsch. Nat. Forscher u. Ärzte, Braunschweig (21. Sept. 1841): 120.
- Nervensystem (physiologisch). In Encyclopädisches Wörter¬buch der med. Wissensch. 25: 152-195, 1841. Berlin, Veit et Comp.
- Netzhaut.   Same Wörterbuch.   25: 209-210, 1841, No. 33, 34 oraz  35 podpisane : R.R-K.
- Über den Missbrauch der formellen und über die Nothwendigkeit der realen Kritik in den Medicinischen Disciplinen.  Med. Ztg. 10: 72, 1841 (14.IV).
- Über die Anzeigen zur Ausrottung krankhafter Geschwülste. Med. Ztg. 10: 125-127, 131-133, 135-136.   1841.
- Über die Entstehung der Blutkörperchen.   Med. Ztg. 10: 127, 1841.
- Ossificatio. In Encyclopädisches Wörterbuch der Med. Wis¬sensch. 26: 114-148, 1841.   Signed: R-K.
- Osteosarcoma. In Encyclopädisches Wörterbuch der Med. Wissensch. 26: 187-257, 1841.   Signed: R-K.

1842
- Über Menstruation und Brunst. Neue Ztsch. f. Geburtskunde. 13: 175-233, 1842.
- Die abnorme Natur des Menstrualblutflusses. Erläutert von Dr. Robert Remak. 8° viii + 58 Berlin, A. Hirschwald. 1842. Reprinted from Busch's Neue Zeitschrift f. Geburts¬kunde 13, 1842. Dedicated to Geheimrat Prof. Dr. Jüngken. Dekan der Berliner med. Fak. on occasion of his 25th anniversary as physician.
- Gelungene Impfung des Favus.   Med. Ztg. 11: 137, 1842.
- Bericht über die Leistungen im Gebiete der Physiologie im Jahre 1841. Canstatts Jahresber. der Ges. Med. Erlangen, 1842.
- Peyersche Drüsen.   In Encyclopäedisches Wörterbuch der med. Wiss. 27: 26-39, 1842.
- Über pathologische Verknöcherung.  Magazin f. d. ges. Heilkde. 59: 95-122, 1842.

1843
- Über die Zusammenziehung der Muskelprimitivbündel.  Müller's Arch.  1843: 182-190.
- Bermerkungen über die äusseren Atemmuskeln der Fische. Müllers Arch.   1843 : 190-196.
- Über den Inhalt der Nervenprimitivröhren. Müllers Arch. 1843: 197-201.
- Üwagi nad wskazaniami do wyniszczenia wyrosli rakowych i nierakowych. Pamietnik Towarz. Lekars. Warsz. 6: 280¬-294, 1843.   (datowane Berlin, w grudniu 1840)
- Über die Entwicklung des Hühnchens im Ei. (Briefliche Mittheilung an Herrn Professor Dr. Jan van der Hoeven in Leyden.)   Müller's Arch.   1843: 478-484.

1844
- Neurologische Erläuterungen.   Müllers Arch. 1844: 463-472. Sphygmologia.   In Encyclop. Wörterbuch der Med. Wissensch. 32: 46-57, 1844.

1845
- Diagnostische und pathogenetische Untersuchungen, in der Klinik des Herrn Geh. Raths Dr. Schönlein auf dessen Veranlassung angestellt und mit Benutzung anderweitiger Beobachtungen veröffentlicht. 242 p. 1 plate. Berlin, Aug. Hirschwald. 1845.
- Über die Entwicklung der Muskelprimitivbündel. Froriep's Not. 35: 305-308, 1845.
- Über Wimperbewegung in den Canälchen des Wölfischen Kör¬pers bei Eidechsenembryonen. Froriep's Not. 35: 308-309, 1845.

1847
- Über ein selbständiges Darmnervenssystem. Berlin, G. Reimer. 1847. Folio, iv + 37 + 1 with 2 plates. Dedicated to A. v. Humboldt and Joh. Müller.
- M. Remak addresse dans le meme but une analyse de son travail sur le developpement du poulet et notamment sur le developpe-ment du Systeme nerveux intestinal. (Pour le prix de Mede-cine et de Chirurgie.)   C. R. Acad. Sei. Paris. 24: 369, 1847.

1848
- Uber die Function und Entwickelung des oberen Keimblattes im Ei der Wirbeltiere. Mon. Ber. Ak. Wsch. Berl. Oct. 1848: 362-365.
- M. Remak prie l'academie de vouloir bien admettre au concours, pour le prix de Physiologie experimentale, son travail sur un Systeme nerveux independant. Cet ouvrage avait ete de ja, a l'epoque de sa presentation renvoye a la commission chargee d'examiner les pieces du concours de 1847. C. R. Acad. Sei. Paris 26: 264, 21. Feb. 48.

1849
- Berichtigung.   Die Medizinische Reform No. 43: 240, 1890.
- Über die genetische Bedeutung und Entwicklung des oberen Keimblattes im Ei der Wirbelthiere. (Aus dem Monats¬bericht der Akad. der Wissenschaften in Berlin October 1848 p. 362-365).  Müller's Arch. 1849: 75-78.
- Sur la fonction de la cauche superficielle du germe. (Extrait d'une letter de M. Remak ä M. Flourens.) C. R. Acad. Sei. Paris 28: 89, 1849.

1850
- Über den Bau des Herzens.  Müllers Arch. 1850: 76-78.
- Histologische Bemerkungen über die Blutgefässwände. Mül¬ler s Arch. 1850: 79-101.
- Über die Zeichen der Phtisis aus den Sputis. Allgem. Med. Central Ztg. 19: 439-440, 1850.
- Über blutleere Gefässe (Lymphgefässe) im Schwänze der Froschlarve.   Müllers Arch. 1850: 102-110.
- Nachträgliche Bermerkung zu dem Aufsatz: Über die blutleeren Gefässe (Lymphgefässe) in dem Schwänze der Froschlarve. Müller's Arch. 1850: 182-183.
- Untersuchungen über die Entwicklung der Wirbeltiere. Lfg. I 1850, Berlin, G. Reimer.

1851
- Über die genetische Bedeutung des oberen Keimblattes im Eie der Wirbeltiere. Monatsber d.k. Akad. d. Wiss zu Berlin, Jan. 1851: 25-28.
- Über die genetische Bedeutung des oberen Keimblattes im Eie der Wirbeltiere. (Aus dem Monatsber. der Kgl. Akad. der Wissensch. Berlin Jan. 1851, p. 25-26.) Müllers Arch. 1851: 208-210.
- Über die sogenannten Blutkörperchen haltenden Zellen. Mül¬ler s Arch. 1851: 480-483.
- Über den Rhythmus der Furchungen im Froscheie. Müllers Arch. 1851: 495-496.
- Über den Bau der Blutgefässwände und ihren Anteil and der Blutbewegung.   Allg. Med. Central Ztg. 20: 3-5, 1851.

1852
- Über extracellulare Entstehung thierischer Zellen und über Vermehrung derselben durch Theilung. Müller's Arch. 1852 : 47-57.
- Über  die  Ganglien  der  Zunge  bei   Sängetieren  und  beim Menschen.  Müllems Arch. 1852: 58-62.
- Über die Entstehung des  Bindegewebes und des Knorpels. Müller's Arch. 1852 : 63-72.
- Über runde Blutgerinnsel und über pigmentkugelhaltige Zellen. Müllers Arch. 1852: 115-162.
- An ergography of Reinhardt, given at the meeting of March 22nd of the Ges. F. wiss. Med. in Berlin.   Allg. Med. Central Ztg. 21: 20-203, 1852.
- Über den Entwicklungsplan der Wirbeltiere.   Ber. über d. Vers, deutscher Aerzte u. Nat. Forsch. Wiesbaden. Sept. 1852: pp. 178-180.
- Über die  Contraction  des  Ganglienstranges  beim  Blutegel. Ibid. 181-183.
- Note sur le developement des animaux vertebres. (Commissaires M. M. Flourens, Serres, Coste.)  Memoires lus.   C. R. Acad. Sci. Paris 35: 341-344.  13. Sept. 1852.  Also reprinted Berlin, Unger freres.  1852.
- Note sur le ganglions nerveux des parois de l'estomac des mamiferes.   C. R. Soc. Biol. Paris (12. Sept. 1852) 4: 138-139, 1852.
- Des ganglions microscopiques sur le trajet des filets du nerf pneumogastrique dans les parois de l'estomac. Par M. le docteur Remack [sic!] (de Berlin) (11. Sept. 1852). C. R. d. Soc. Biol. Paris. 4: 153-155, 1852.
- Über die Furchung des Froscheies. Rheinl. u. Westphal. Verh. 1852: 64-66.

1853
- Ber. ü. d. Vers, deutsch. Aerzte u. Nat. Forsch. Gotha.
- Über gangliöse Nervenfasern beim Menschen und bei Wir¬beltieren. Mon. Ber. Kgl. Akad. d. Wissensch. Berlin, 12. Mai 1853: 293-298.
- Sur des fibres nerveuses ganglieuses chez l'homme et chez les animaux vertebres. C. R. Acad. Sci. Paris 36: 914-917, 1853, 23 May 1853.
- Sur la structure de la retine. (Note addressee par M. Remack [sie] a l'ocassion d'une communication recente de M. Kölliker.) C. R. Acad. Sei. Paris. 37: 663, 1853, 37: 725, 1853 (31 Oct. 53).
- Amtl. Ber. Vers. Deutsch. Nat. Forsch-u. Aerzte. Wiesbaden 1853: p. 182.

1854
- Über Multipolare Ganglienenzellen. Monatsber. K. Akad. d. W. Berlin, Januar 1854: 26-32.
- Über vielkernige Zellen der Leber. Müller's Arch. 1854: 99¬102.
- Über Wimperblasen.   Müllers Arch. 1854: 184-185. Über Eihüllen und Spermatozoen.   Müller's Arch. 1854: 252¬256.
- Über die Zusammenziehung des Amnions. Müllers Ar eh. 1854: 369-373.
- Über den Entwicklungsplan der Wirbeltiere. Müller's Arch. 1854: 374-375.
- Über die Theilung thierischer Zellen. Müllers Arch. 1854: 376.
- Über den Bau der Retina des Menschen. Allgem. Medic. Cen¬tral Ztg. 23: 1, 1854.
- Ein Beitrag zur Entwicklungsgeschichte der Krebshaften Ge¬schwülste.  Deutsche Klinik 6: 170-174, 1854.
- Über den Bau der Retina und der Ganglien. (Ges. f. Wiss. Med. Berlin.)   Deutsche Klinik 6: 177-179, 1854.
- Mon. Ber. Kgl. Ak. d. W. Berlin, Jan. 1854.

1855
- Experimenteller Nachweis motorischer Wirkungen des N. sympathicus auf willkürliche Muskeln. Deutsche Klinik. 7: 294-295, 1855.
- Über centrale Ausgleichung sympathischer Wirkungen. Deutsche Klinik. 7: 295, 1855.
- Über das Verhalten der Irismuskeln bei seitlicher Beleuchtung der Netzhaut.   Deutsche Klinik. 7: 295, 1855.
- Über den Bau der grauen Säulen im Rückenmarke der Säuge¬tiere.  Deutsche Klinik. 7: 295.
- Über Methodische Electrisierung gelähmter Muskeln. Berlin, A. Hirschwald 1855, 24 pp. 8°. The same [with Anhang], Berlin, A. Hirschwald) 31 pp. 8° 1855. Dedicated to Claude Bernard.   Seconde edition see 1856.
- M. Rayer en presentant la troisieme livraison d'un ouvrage de M. Remak de Berlin intitule Recherches sur le developement des animaux vertebres donne dans les termes suivants une idee de ce travail (Feb. 19, 1855). C. R. Acad. Sei. Paris 40: 421, 1855.
- Note sur les fonetions motrices du grand sympathique. (Pre¬sentee au nom de l'auteur par M. Cl. Bernard.) C. R. Acad. Sei. Paris. 6 Aug. 1855.  41: 180-181, 1855.
- Note aecompanying his "Memoire sur l'electrisation methodique des muscles." (Aug. 27, 1855.) C. R. Acad. Sei. Paris. 41: 355-356, 1855.
- Untersuchungen über die Entwicklung der Wirbeltiere. Berlin, G. Reimer, 1855. Folio 6 + XXXVII + 1 + 194 pp. with 12 plates.   Dedicated to Alexander v. Humboldt.
- Monatsber. K. Ak. d. Wissch. Berlin.  Juli 1853.
- Sur des Contractions toniques des muscles pendant la galvanisa¬tion des nerfs antagonistes. C. R. Acad. Sei. Paris 41: 1089¬1091, 1855, 17.   Dec. 1855.
- Neurologische Beobachtungen. 6 pp. Berlin, G. Reimer. Rept. from Deutsche Klinik 7, 1855.

1856
- Über contractile Klappensäcke an den Venen der Menschen. Deutsche Klinik. 8: 32, 1856.
- Bemerkungen zu der von Herrn Duchenne de Boulogne im zweiten Heft der Schmidt'schen Jahrbücher der gesamten Medicin (Jahrg. 1856) gegebenen Beurtheilung meiner Schrift "Über methodische Elektrisierung gelähmter Muskeln." Deutsche Klinik. 8: 125-127, 1856.
- Second edition of Über methodische Electrisierung (1855).
- Über die Enden der Nerven im electrischen Organ der Zitter¬rochen.  Müllers Arch. 1856, 467-472.
- Neue Beiträge zur physiologischen Therapie der Lähmungen und Contracturen. Deutsche Klinik. 8: 257-258, 1856. Re-printed in 134: 209.
- Über die Lösung paralytischer Contracturen mittelst constanter galvanischer Ströme. Deutsche Klinik. 8: 289, 1856. Reprinted in 134: 213.
- Spenersche Zeitung, Berlin.  19 August, 1856.
- Über die Heilwirkung des constanten galvanischen Stromes bei Contracturen   Lähmungen   und   Atrophien   der   Muskeln. Deutsche Klinik. 8: 353-354, 1856. Reprinted in Galvano¬therapie, 245 (1858). Also separately printed, 1856. Berlin, G. Reimer.
- Sur Taction physiologique et therapeutique du courant galva-nique constant sur les nerfs et les muscles de l'homme. (Com-missaires MM. Andral, Rayer, Velpeau.) (Sept. 22, 1856.) C. R. Acad. Sei. Paris 43: 603-605, 1855. Reprinted in Galvanotherapie, 215 (1858).
- Über die Anwendung galvanischer Ströme zur Heilung von Lähmungen und Contracturen. S. B. d. Hufeland. Ges. Ber¬lin, 28: III, 1856.  Reprinted in Galvanotherapie, 207 (1858).
- Note additionelle au Memoire sur l'äction physiologique et therapeutique du curant galvanique constant sur les nerfs et les muscles de l'homme. lu le 22 Septembre par m. Remak. (Commissaires Andral, Rayer, Velpeau.) C. R. Acad. Sei. Paris 43: 655, 1856. (29 Sept. 1856.) Reprinted in Galvano¬therapie, 217 (1858), and separately printed 1856. Paris, Mallet-Bachelier.

1857
- Über die Verdickung der Muskeln durch constante galvanische Ströme. Deutsche Klinik. 9: 435, 1857. Partly reprinted in Galvanotherapie, 222 (1858).
- Elektrotherapeutische Mitteilungen. Deutsche Klinik. 9: 489¬490, 1857.
- Über die Heilwirkung des constanten galvanischen Stromes bei Lähmungen Schmerzen und Krämpfen. (Aus dem Proto¬kolle der Gesellschaft für wissenschafliche Medicine vom 19. Januar 1857.)   Allg. Med. Centraizeitung. 12. Stück No. 30,

1857.	Reprinted in Galvanotherapie, 218 (1858).
- Über die physiologischen Grundlagen der Anwendung galva¬nischer Ströme zur Heilung von Lähmungen. B. d. Hufeland. Ges. Berlin. 27. III. 1857. Reprinted in Galvanotherapie, 220 (1858).

1858
- Über die Theilung der Blutzellen beim Embryo. Müller's Arch. 1858: 178-188.
- Über peripherische Ganglien an den Nerven des Nahrungsrohrs. Müllers Arch. 1858: 189-192.
- Über   den   antiparalytischen   Wert   inducierter   electrischer Ströme.   Deutsche Klinik. 10:  17-19,  1858.   Reprinted in 134: 230.
- Eine Verspätete Erwiederung auf die in No. 47 des vorigen Jahrganges enthaltenen Bemerkung des Herrn Hugo Ziemssen über die Verdickung der Muskeln durch galvanische Ströme.   Deutsche Klinik. 10: 250, 1858.
- Über die Behandlung der Tabes dorsalis mit constanten gal¬vanischen Strömen.   S. B. d. Hufeland. Ges. Berlin. 26. III. 1858. Reprinted in Galvanotherapie, 238 (1858).
- On the therapeutical action of the constant galvanic current. Medical Times and Gas. 16: 479-480, 1858.   Reprinted in Galvanotherapie, 241 (1858).
- Constant galvanic current.   Medical Times and Gazette 16: 642, 1858.
- Galvanotherapie der Nerven und Muskelkrankeiten. Berlin, A. Hirschwald. XV + 461 pp. 8°, 1858. To the 89th birthday of Alexander von Humboldt.

1860
- Sur les ganglions peripheriques des nerfs.    (July 2, 1860.) C. R. Acad. Sei. Paris 51: 28-29, 1860.
- Klinische Mitteilungen I, II.   Österr. Zsch. f. pract. Heilkunde 6 : 721-726, 1860.   I. Über centrale Übertragungen peripherer Anesthaesie.   II. Über centrale Übertragungen von reflectorischen Krämpfen.
- Galvanotherapie. Trad. de l'allemand par A. Morpain. Avec les additons de l'auteur: XX, 461 pp. 8°. (1860.   Paris, J. B. Bailliere & fils.)
- Action centripete du courant galvanique constant sur les nerfs de l'homme.   (August 27, 1860.)   C. R. Acad. Sei. Paris. 51: 327-331, 1860.
- Klinische Mitteilungen III.   Über Neuritis.   Österr. Zsch. f. pract. Heilk. 6: 769-776, 1860.
- Remarques sur l'action du courant galvanique continu.   Brown Sequards J. de Physiol. 3: 439-443, 1860.

1861
- Über Anwendung elektrischer Ströme in der Praktischen Heilkunde.   Österr. Zsch. f. prakt. Heilk. 7: 717-721, 1861.
- Über endogene Entstehung von Eiter und Schleimzellen. Virchow's Arch. 20: 198-202, 1861.
- Anatomische und physiologische Beobachtungen. I. Über den Bau und die Funktion der Nieren. II. Über den Bau und die Zusammenziehung der Muskelfasern. S. B. Wiener Akad. d. W. 44 (Abth 2) : 413-423, 1861.

1862
- Über das Epithel der Lungenbläschen. Deutsche Klinik. 14: 197-198, 1862.
- Über die Wiedererzeugung von Nervenfasern. Virch. Arch. 23: 441-444, 1862.
- Neurologische und elektrotherapeutische Ergebnisse. I. Über Tabes dorsalis.   Deutsche Klinik. 14 : 479-483, 1862.
- Über die embryologische Grundlage der Zellenlehre. Reichert & Du Bois Archiv 1862, 230-241. (English translation in: Microscop. Soc. J. 2: 277-284, 1862.)
- M. Depretz presente au nom de M. Remak profeseur de mede-cine a l'universite de Berlin la note suivante concernant une pile galvanique portative dont il fait usage. (Nov. 5, 1862.) C. R. Acad. Sei. Paris 55: 697, 1862.
- Klinische Mittheilungen. IV. Über die Heilbarkeit der progres¬siven Muskelatrophie. Österr. Zsch. f. prakt. Heilkunde. 8: 1-6, and 29-35, 1862.
- Klinische Mitteilungen. V. Über Tabes dorsalis. (Nach einem am 31. Oktober 1862 in der Hufeland' sehen Gesellschaft gehaltenen Vortrag.) Österr. Zsch. f. prakt. Heilkunde. 8: 937-941 and 953-956, 1862.

1863
- Neurologische und elektrotherapeutische Ergebnisse. Vorl. Mitt. II. Über den Einfluss der Centraiorgane des Nervensystems auf Krankheiten der Knochen und der Gelenke. Deutsche Klinik. 15: 107-108, 1863.
- Klinische Mitteilungen. VI. Über haemorrhagische Hemi¬plegien. Österr. Ztsch. f. prakt. Heilkde. 9: 177-181, 1863. VII. Über den Einfluss der Centraiorgane des Nervensystems auf Krankheiten der Knochen und Gelenke. Ibidem 9: 193¬196, 1863. VIII. Über Torticollis und Chorea. Ibidem 9: 224-225, 1863.

1864
- Sur le traitement de quelques nevroses ayant leur siege a la base du cerveau.   C. R. Acad. Sei. Paris Sept. 12, 1864.
- Über nervöses Contagium.   Berlin Klin. Wsch. 1: 458, 1864.
- Discussion to a paper read by E. A. von Gräfe "über die Basedow'sche Krankheit." (Paper read in the Berl. Mediz. Gesellschaft March 6. 1864.) Klin. Monatsbl. f. Augenheilkunde.    1864, 185.
- Vorstellung zweier Krankheitsfälle. Berl. Klin. Wsch. 1: 167¬168 and 175-176.
- Über Gesichtsmuskelkrampf. Berl. Klin. Wsch. 1: 209-212 and 221-223 and 229-232.
- Über vitale Wirkungen des konstanten Stromes. Berl. Klin. Wsch. 1: 269-270, 1864.
- Über Tabes.  Berl. Klin. Wsch. 1: 321-323, 1864.
- Neue Beiträge zur Lehre von der Tabes. Berl. Klin. Wsch. 1: 393-398, 1864.
- Sur le traitement de quelques nevroses ayant leur siege a la base du cerveau (5 Sept. 1864.) C. R. Acad. Sei. Paris. 59: 482¬484, 1864.
- L'application therapeutique du courant galvanique constant.   C. R. Acad. Sei. Paris 59: 856, 1864.
- Memoire depose 5. Dec. 1864 (pp. 952 and 996). (Renvoi a l’examen des commissaires de ja designes M. M. Velpeau, Rayer, Bernard.)

1865
- Über Spasmus alternans transversus. Berl. Klin. Wsch. 2: 94-95, 1865.
- Zusatz zu dem vorigen Aufsatze. Berl. Klin. Wsch. 2: 124, 1865.
- Über dentale Neurosen des Herzens. Berl Klin. Wsch. 2: 257-259, 1865. -
- Über Gesichtmuskelkrampf. Berl. Klin. Wsch. 2: 280-281, 1865.
- Application du courant constant au traitement des nevroses. Legons faites a l'Höpital de la Charite. 41 pp. 8° Paris, G. Bailliere, 1865.